# Уулфмъдър
„Уулфмъдър“ или „Улфмъдър“ (на английски: Wolfmother) са австралийска хардрок група в Сидни, Австралия.
Създадена е през 2004 година от Андрю Стокдейл, Майлс Хескът и Крис Рос. Групата има най-големия успех с първия си албум, от които сингли „Woman“, „Joker and the Thief“ и „Love Train“ беше издаена.
- Андрю Стокдейл
- Иън Перес
- Алекс Карапетис
- Иън Перес

## Дискография
- Wolfmother (2005)
- Cosmic Egg (2009)
- Keep Moving (2013, соло албум на Андрю Стокдейл)
- New Crown (2014)
- Victorious (2016)
- Slipstream (2018, соло албум на Андрю Стокдейл)
- Rock 'n Roll Baby (2019)